# صيف حار جدا (فلم)
صيف حار جدًا (فيلم) هو فيلم قصير من إخراج وسيناريو المخرجة الفلسطينية أريج أبو عيد، ومن إنتاج مؤسسة شاشات سينما المرأة عام 2016، التي تركز على تسليط الضوء على قضايا النساء من خلال السينما. حاز الفيلم على الجائزة الأولى في مهرجان سوسى الدولي للفيلم القصير في المغرب، كما تم قبول الفيلم أيضًا في المسابقات الرسمية لعدة مهرجانات دولية أخرى، مثل مهرجان أولهارس الدولي للفيلم القصير في البرتغال، ومهرجان إيجيه للفيلم الوثائقي في اليونان، ومهرجان هرزغ نوفي في الجبل الأسود. مما جعله من الأعمال الفنية البارزة التي تلامس قضايا حساسة ومؤثرة تتعلق بالحياة الفلسطينية تحت الاحتلال.

## قصة الفيلم
يركز الفيلم على حرب 2014 على قطاع غزة، والتي كانت واحدة من أكثر الفترات دموية وصعوبة في تاريخ الشعب الفلسطيني. يقدم الفيلم صورة مؤثرة عن تأثير الحرب على الفلسطينيين بشكل عام، وعلى النساء بشكل خاص، حيث يتناول قصصهن ومعاناتهن خلال الحرب وما بعدها. من خلال قصص النساء يستكشف الفيلم كيف فقد الفلسطينيون أغلى ما لديهم من أقارب وبيوت، وكيف تأثرت حياتهم بشكل جذري جراء هذه الحرب.